# Ruskie Skały
Ruskie Skały – skały na wzgórzu Apteka na Wyżynie Częstochowskiej, w obrębie wsi Podlesice w województwie śląskim, powiecie zawierciańskim, w gminie Kroczyce. Należą do grupy Skał Podlesickich.
Znajdują się w podszczytowych partiach wzgórza Apteka i mają wystawę południową. Całe wzniesienie porasta las sosnowy, ale grzbiet jest odkryty, porośnięty skalnymi, trawiastymi i krzewiastymi murawami kserotermicznymi. Dzięki temu jest dobrym punktem widokowym. Przez wzgórze Apteka prowadzi znakowany szlak turystyczny, omijający jednak Ruskie Skały znajdujące się po jego wschodniej stronie. Można do nich dojść nieznakowaną ścieżką. Skały te są jednym z miejsc uprawiania wspinaczki skalnej. Drogi wspinaczkowe są dość łatwe, najtrudniejsza ma VI+ w skali trudności Kurtyki, jednak są nieubezpieczone. Często na skałach tych prowadzone są kursy wspinaczki. Skały ciągną się na długości około 300 m. Wspinacze skalni ponadawali nazwy poszczególnym turniom i ścianom. Najbardziej efektowne są Białe Ściany z drogą wspinaczkową o długości około 20 m. Na ich szczycie są skałki zwane Ruskimi Basztami, częściowo wyposażone w ringi.

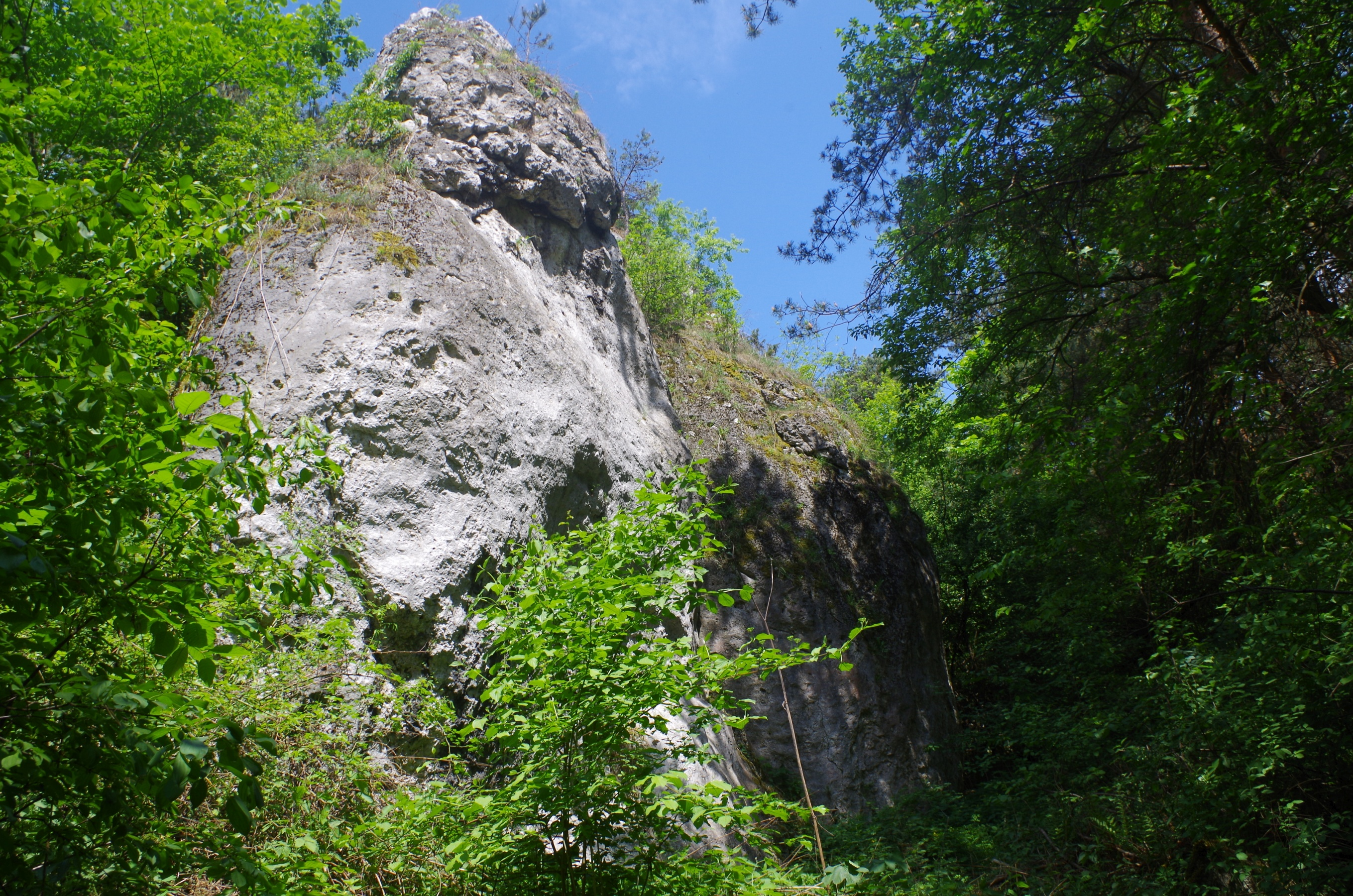
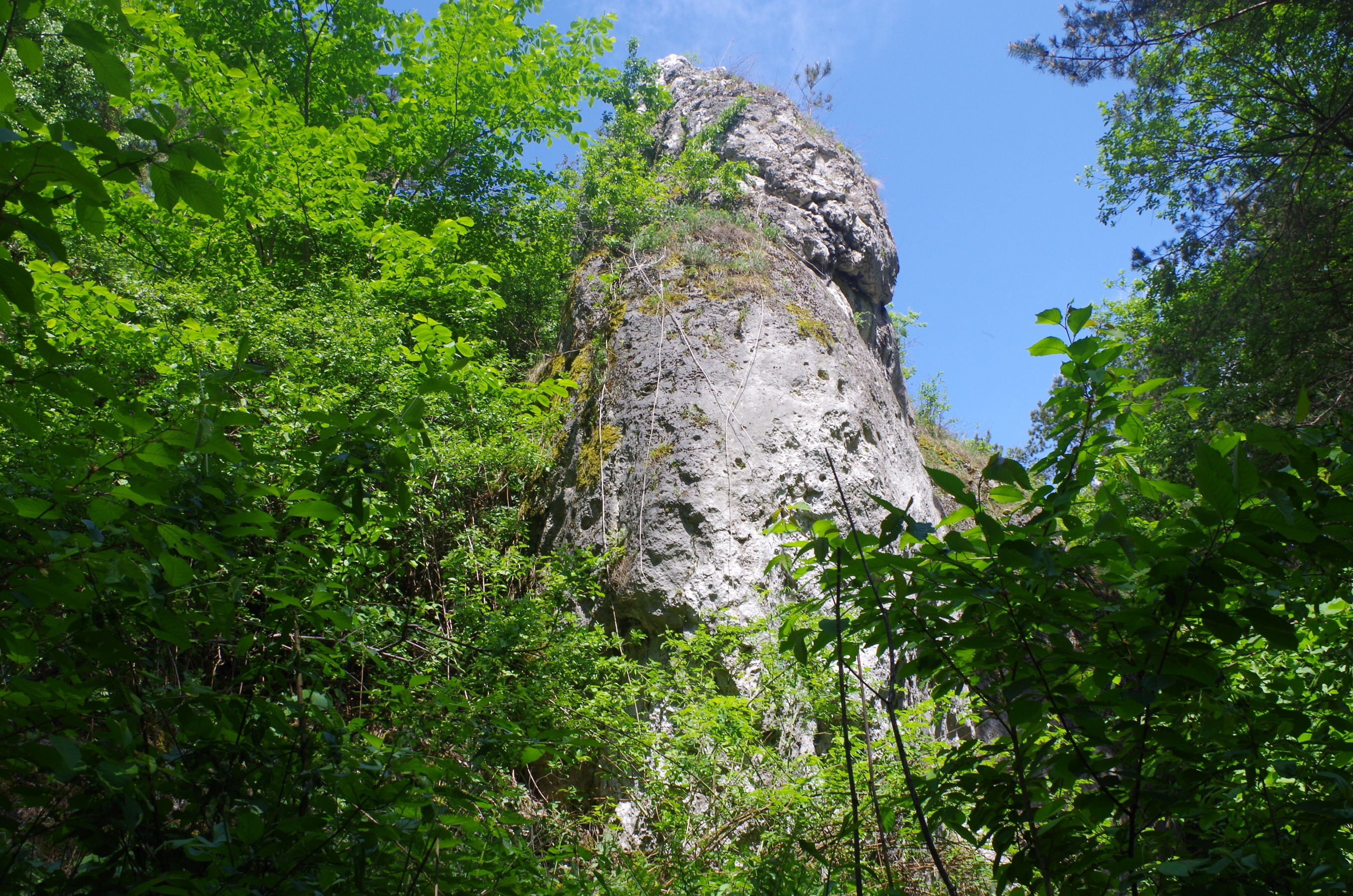
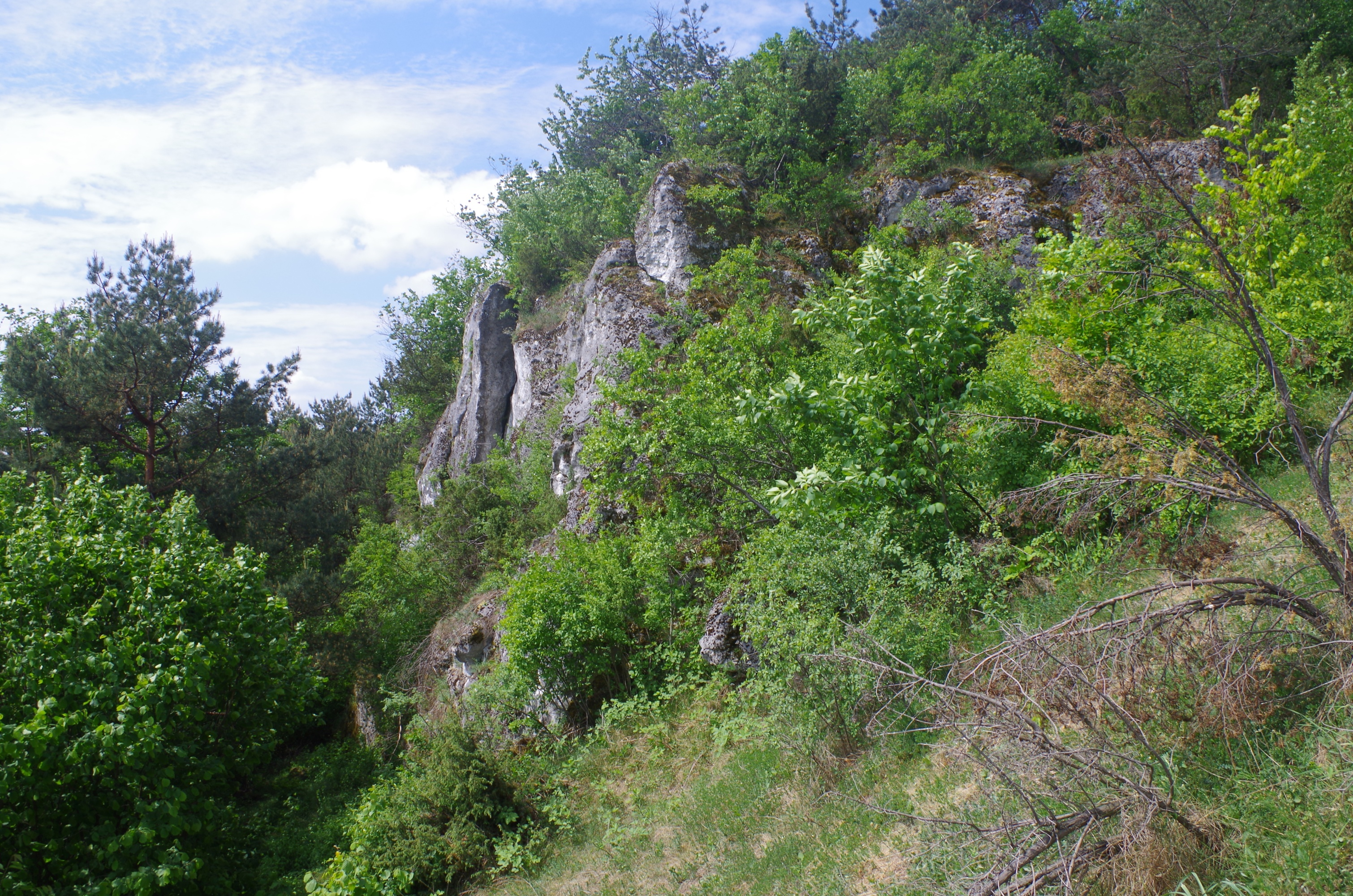
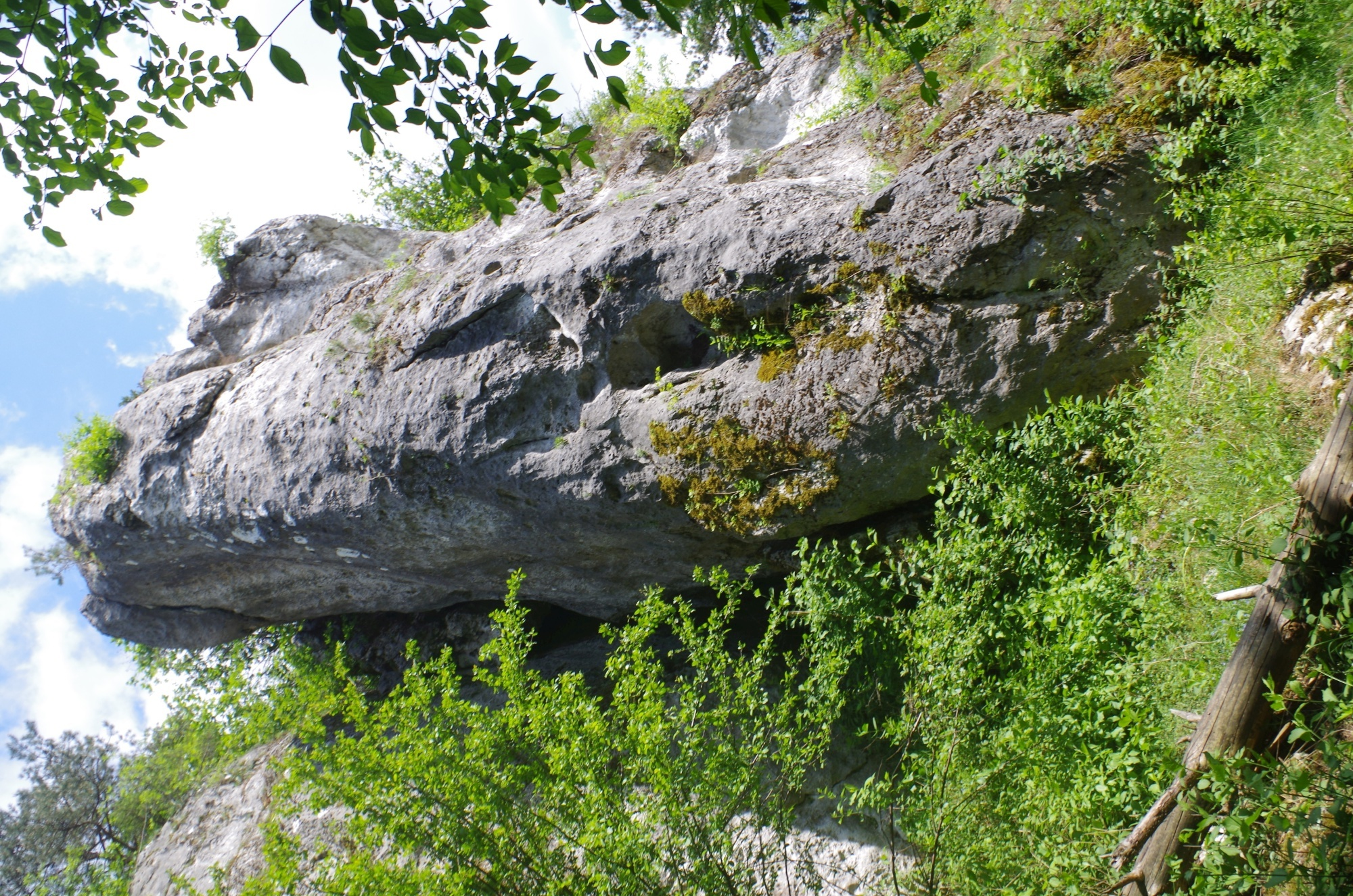

## Piesze szlaki turystyczne
Szlak Orlich Gniazd: Góra Janowskiego – Podzamcze – Karlin – Żerkowice – Morsko – Góra Zborów – Zdów-Młyny – Bobolice – Mirów – Niegowa. Odcinek: Podlesice (przy drodze z Podlesic do Kotowic) – Góra Sowia – wzgórze Apteka – Zamek w Morsku